# Bernard Fornas
 (janvier 2011).
Si vous disposez d'ouvrages ou d'articles de référence ou si vous connaissez des sites web de qualité traitant du thème abordé ici, merci de compléter l'article en donnant les références utiles à sa vérifiabilité et en les liant à la section « Notes et références ».
Bernard Fornas est un membre Non Exécutif du Board de Compagnie Financière Richemont SA, l'un des groupes leader dans le marché mondial du luxe.

## Biographie

### Études
Il est diplômé de l’École Supérieure de Commerce de Lyon (1970) et titulaire d’un MBA Northwestern University, Kellogg School of Management (1972).

### Début de carrière professionnelle
Bernard Fornas commence sa carrière professionnelle chez Procter & Gamble comme Assistant Chef de Produit, puis Responsable d’un secteur de vente couvrant les hypermarchés et les supermarchés de l’Est Parisien pour les produits de la marque. Passant avec succès cette épreuve de vente, il est nommé Chef de produit, tout d’abord sur la ligne CAMAY, puis, très rapidement sur la ligne Monsieur Propre.
En 1976, il rejoint l’International Gold Corporation, organisme international, émanant des mines d’or d’Afrique du Sud, destiné à la promotion de l’utilisation de l’or, notamment dans la bijouterie et la vente des Krugerrands.
Directeur Adjoint en 1976, il est promu Directeur Général France en 1978 puis, en 1980, Directeur Europe de la division joaillerie, basée à Genève.
En octobre 1984, il rejoint la société Guerlain (parfums et cosmétiques), où il prend la Direction Marketing Internationale et Développement du Groupe. Il crée la structure Marketing Mondiale et, est notamment, l’artisan de la conception et du lancement du parfum Samsara.
Il est nommé en 1993, en plus de ses fonctions, conseiller du Président. Pendant ses 9 années de présence, le chiffre d’affaires de la société Guerlain passe de 350 millions à 2,2 milliards de Francs.

### Cartier
En avril 1994, il rejoint Cartier International, en tant que Directeur Marketing International pour l’horlogerie, les cuirs, parfums, lunettes, briquets et stylos.
En janvier 2000, il est nommé directeur général marketing, chargé du marketing de tous les produits Cartier, incluant la joaillerie et la haute joaillerie.
En novembre 2001, il est nommé Président Administrateur Délégué de la société Baume et Mercier à Genève. 
Au début de novembre 2002, il devient président-directeur général de Cartier.
Lieutenant de réserve dans l’infanterie de marine, il est passionné de voitures anciennes qu’il collectionne et de peinture moderne.
En 2007 il a reçu les insignes de Chevalier dans l’Ordre National de la Légion d’honneur.

### Compagnie Financière Richemont SA
À la suite de ses 10 années à la Présidence de Cartier, il rejoint Compagnie Financière Richemont SA en avril 2013 en tant que co-Chief Executive Officer du groupe.
En septembre 2013, il est nommé membre du conseil d’administration. Il est également membre du Comité des cadres supérieurs.
Il se retire de ses fonctions de Co-Chief Executive Officer de Richemont le 31 mars 2016 et reste membre Non Exécutif du Board de la Compagnie Financière Richemont et de son Nominations Committee.

## Décorations
- Chevalier de la Légion d'honneur (2007)[4]